# 두산에너빌리티
두산에너빌리티는 발전 설비 등의 산업 설비 구축을 주력으로 하는 대한민국의 대기업으로, 코스피200 종목에 포함되어 있다. 산업의 기초 소재인 주단조에서부터 원자력·화력 등의 발전 설비, 해수 담수화 플랜트, 환경 설비, 운반 설비 등을 제작하여 국내외 플랜트 시장에 공급하고 있다.
두산에너빌리티는 세계적으로도 원자력 발전소 핵심 기기의 일괄 생산이 가능한 몇 안되는 기업 중 하나이다. 특히 원전 주기기용 주단 소재 공급 능력은 두산에너빌리티와 일본의 JSW, 프랑스의 CFI 등 세계에서 3개 업체만이 갖고 있다.

## 역사
두산에너빌리티는 1962년 민영기업 현대양행으로 설립된 뒤 1980년 공기업 한국중공업으로 사명을 변경하였다. 1988년 민영화 추진끝에 현대, 삼성, 선경, 럭키금성, 쌍용등이 인수후보를 거론하여 민영화했으나 1997년 외환 위기를 거치면서 민영화가 결정되어 2000년 12월에 두산에 인수, 이듬해 3월 두산중공업으로 이름을 바꾸었으며, 다시 민영화하는 과정에서 기업공개를 단행하였다.
2009년 말 대한민국이 수주한 아랍에미리트의 바라카 원자력 발전소 프로젝트를 비롯하여 신고리 3~4호기, 신울진 1~2호기 등 대규모 프로젝트에서 핵심 기자재를 수주하여 제작해 왔다.
2022년 3월 8일 두산중공업 이사회는 사명을 두산에너빌리티로 변경하는 안건을 의결했고 3월 29일 정기 주주총회는 이같은 안건을 확정했다.

## 사업 내용
사업 분야는 발전 설비 사업, 담수 플랜트 사업, 산업 설비 사업, 주조·단조 사업, 건설 사업 5개 분야로 나뉜다.
두산에너빌리티는 사실상 한국 내 유일의 원자력 발전소 기자재 전문 제작 업체이다. 원자로, 증기발생기 등 원전의 핵심 기기와 터빈, 발전기, 핵연료 취급 설비 및 cask로 불리는 핵연료 운반 용기 등 원자로 보조 기기의 대부분을 제작/공급하고 있다.
대지 440여 만m2, 건평 70여 만m2 규모의 창원 종합 기계 공장에 원자력 공장, 발전기 공장, 터빈 공장, 주조 공장, 단조 공장 등 12개의 단위 공장과 기술 연구소, 자체 부두 등의 시설을 갖추고 각종 발전소와 산업 플랜트의 주요 기자재를 국내외에 공급하고 있다.

## 주가
두산중공업은 2014년 신고리 5·6호기 등 예정되어 있던 수주가 늦어지며 주가가 부진을 면치 못했다. PBR이 0.7배 이하로 떨어지자 노무라 증권 등에서는 주가가 지나치게 저평가 되어있다며 매수를 추천하기도 했다.
증시에서 주가가 지나치게 저평가된 것을 의식한듯, 한기선 두산중공업 사장은 "두산중공업 주가는 지금 보다 2배는 오른 6만원은 되어야 정상"이라고 논평했다. 한기선 사장은 취임 후 지속적으로 두산중공업 주식을 매수해 왔으며 2014년 9월 들어서는 두차례에 걸쳐 8000주를 추가 매수했다.

## 연혁
- 1962년: 현대그룹 산하 민영기업 (주)현대양행 (창원공장) 설립
- 1980년: 공기업으로 바뀌면서 한국중공업으로 사명 변경
- 1999년: 발전설비사업 구조조정에 따라 현대중공업 및 삼성중공업 발전설비를 한국중공업으로 일원화
- 2000년: 기업공개 및 증권거래소 상장
- 2001년
  - 3월 다시 민영화, 두산그룹에 피인수되면서 두산중공업으로 사명 변경[2]
  - AES사 미주 부문 RO수처리 사업 분야 (현 두산하이드로테크놀로지) 인수
- 2006년
  - 크배르너IMGB(현 두산IMGB), 미쓰이밥콕(현 두산밥콕) 인수
  - 두바이와 미국 템파에 담수 R&D센터 설립
- 2007년: 베트남 두산비나 생산공장 착공
- 2009년
  - 체코 발전설비업체 스코다파워 인수
  - 베트남 두산비나 생산공장 준공
- 2011년: 인도 발전 설비 업체 AE&E 첸나이웍스(현 두산첸나이웍스) 인수
- 2013년
  - 영국 수처리업체 ENPURE(현 두산 Enpure) 인수
  - 사우디 담만 Water R&D센터 설립
- 2019년
  - 발전용 가스터빈 국산화
- 2022년
  - 두산에너빌리티로 사명 변경

## 주요 사업 분야
- EPC: 엔지니어링, 구매, 건설에 이르는 플랜트 종합 건설
- 발전: 원자력, 화력, 복합 화력, 수력, 열병합, 초전도 발전 등
- Water: 해수 담수화 플랜트, 수처리 설비 등
- 주조·단조: 발전 소재, 선박 소재, 제철 소재, 금형 공구강, 화공·일반 산업 소재 등
- 건설: 플랜트, 토목, 건축, 운반 설비 등
- 신재생에너지: 풍력, 연료 전지 등
- 친환경기술: USC, IGCC, PCC, Oxy Fuel 등

## 같이 보기
- 두산건설
- 소형모듈원전(SMR)